# Saint-Léger-aux-Bois (Oise)
Saint-Léger-aux-Bois és un municipi francès, situat al departament de l'Oise i a la regió dels Alts de França. L'any 2007 tenia 853 habitants.

## Demografia

### Població
El 2007 la població de fet de Saint-Léger-aux-Bois era de 853 persones. Hi havia 310 famílies de les quals 44 eren unipersonals (8 homes vivint sols i 36 dones vivint soles), 89 parelles sense fills, 149 parelles amb fills i 28 famílies monoparentals amb fills.
La població ha evolucionat segons el següent gràfic:
Habitants censats

### Habitatges
El 2007 hi havia 335 habitatges, 311 eren l'habitatge principal de la família, 7 eren segones residències i 17 estaven desocupats. 333 eren cases i 2 eren apartaments. Dels 311 habitatges principals, 281 estaven ocupats pels seus propietaris, 23 estaven llogats i ocupats pels llogaters i 7 estaven cedits a títol gratuït; 1 tenia una cambra, 12 en tenien dues, 49 en tenien tres, 95 en tenien quatre i 154 en tenien cinc o més. 231 habitatges disposaven pel capbaix d'una plaça de pàrquing. A 102 habitatges hi havia un automòbil i a 184 n'hi havia dos o més.

### Piràmide de població
La piràmide de població per edats i sexe el 2009 era:
| Homes | Edats   | Dones |
| ----- | ------- | ----- |
| 0     | 95 o +  | 0     |
| 0     | 90 a 94 | 0     |
| 0     | 85 a 89 | 8     |
| 0     | 80 a 84 | 8     |
| 4     | 75 a 79 | 12    |
| 12    | 70 a 74 | 8     |
| 36    | 65 a 69 | 24    |
| 16    | 60 a 64 | 24    |
| 12    | 55 a 59 | 20    |
| 36    | 50 a 54 | 20    |
| 32    | 45 a 49 | 36    |
| 28    | 40 a 44 | 40    |
| 48    | 35 a 39 | 20    |
| 28    | 30 a 34 | 48    |
| 20    | 25 a 29 | 24    |
| 20    | 20 a 24 | 12    |
| 56    | 15 a 19 | 20    |
| 28    | 10 a 14 | 48    |
| 24    | 5 a 9   | 32    |
| 12    | 0 a 4   | 0     |

## Economia
El 2007 la població en edat de treballar era de 559 persones, 410 eren actives i 149 eren inactives. De les 410 persones actives 371 estaven ocupades (203 homes i 168 dones) i 39 estaven aturades (21 homes i 18 dones). De les 149 persones inactives 44 estaven jubilades, 54 estaven estudiant i 51 estaven classificades com a «altres inactius».

### Ingressos
El 2009 a Saint-Léger-aux-Bois hi havia 319 unitats fiscals que integraven 858 persones, la mediana anual d'ingressos fiscals per persona era de 20.495 €.

### Activitats econòmiques
Dels 12 establiments que hi havia el 2007, 2 eren d'empreses de construcció, 4 d'empreses de comerç i reparació d'automòbils, 2 d'empreses d'hostatgeria i restauració, 1 d'una empresa financera, 1 d'una empresa de serveis i 2 d'empreses classificades com a «altres activitats de serveis».
L'únic servei als particulars que hi havia el 2009 era una fusteria.

## Equipaments sanitaris i escolars
El 2009 hi havia una escola elemental.

## Poblacions més properes
El següent diagrama mostra les poblacions més properes.